# Dänische Basketballnationalmannschaft
Die dänische Basketballnationalmannschaft repräsentiert Dänemark bei Basketball-Länderspielen der Herren, etwa bei internationalen Turnieren und bei Freundschaftsspielen.
Das Team konnte sich bisher nicht für Olympische Spiele oder Weltmeisterschaften qualifizieren. An Europameisterschaften nahmen die Dänen bisher dreimal teil.

## Geschichte
Die Nationalmannschaft Dänemarks trat im Jahre 1951 der FIBA bei. Gleich im selben Jahr des Beitritts nahm das Team an der Europameisterschaft 1951 in Frankreich teil. Von den insgesamt sieben Spielen konnten die Dänen nur zwei gewinnen und beendeten die EM auf dem 14. Platz. Bei der EM 1953 in der UdSSR gewann die Mannschaft von acht Spielen kein Einziges und wurde 16. und damit Letzter. 
Wiederum zwei Jahre später, bei der Europameisterschaft 1955 in Ungarn, wurden erneut alle acht Partien verloren, darunter auch das Spiel um Platz 17 gegen Deutschland mit 49:51. Dänemark wurde wie bei der EM zuvor dadurch Letztplatzierter.

## Abschneiden bei internationalen Wettbewerben
| - noch nie qualifiziert |  | - noch nie qualifiziert |

### Europameisterschaften
- 1951: 14. Platz
- 1953: 16. Platz
- 1955: 18. Platz
- 1957 bis 2015: nicht qualifiziert